# الدوري الماسي 2010
الدورة الأولى من الدوري الماسي، سلسلة من 14 مرحلة دولية منظمة من طرف الإتحاد الدولي لألعاب القوى، وبديلة للدوري الذهبي.
تبدأ المرحلة الأولى يوم 14 مايو في الدوحة بقطر ثم المرحلة الثانية في شنغهاي، وأوسلو، روما، نيويورك، يوجين، لوزان، جيتشيد، باريس، موناكو، ستوكهولم، لندن.
وستعقد نهائيات النسخة الأولى من الدوري الماس في زوريخ يوم 19 أغسطس و27 أغسطس 2010 في بروكسل.3

## فكرة الدوري
خلافا للدور الذهبي الذي كان يضم 6 مراحل فقط، تتضمّن المسابقة الجديدة 14 مرحلة. ولن تقتصر المنافسة في الدوري الماسي على 10 سباقات ومسابقات مخصّصة لجائزة المليون كما كان يحصل في الدوري الذهبي، بل ستشمل أيضاً الفعاليات الـ 32 الموزّعة على مجمل اللقاءات، التي ستمنح المشاركين نقاطاً: أربع نقاط للأول ونقطتين للثاني ونقطة واحدة للثالث في كل مسابقة، وتضاعف النقاط في النهائيات، والرياضي الذي يجمع أكبر عدد من النقاط في نهاية الموسم، يحصل على ماسة من عيار 4 قيراطات بقيمة 80 ألف دولار.
| المسافات القصيرة        | المسافات المتوسطة | المسافات الطويلة | الحواجز                                          | القفز                                                 | الرمي                         |
| ----------------------- | ----------------- | ---------------- | ------------------------------------------------ | ----------------------------------------------------- | ----------------------------- |
| 100 متر 200 متر 400 متر | 800 متر 1500 متر  | 5000 متر         | 100 / 110 متر حواجز 400 متر حواجز 3000 متر موانع | القفز العلوي القفز بالزانة القفز الطولي القفز الثلاثي | رمي الجلة رمي الرمح رمي القرص |

## جدول الدوري
| #  | التاريخ          | المكان   | 100  | 200  | 400  | 800  | 1500 | 5000 | موانع | 110ح | 400ح | العلو | الطول | ثلاثي | الزانة | الجلة | القرص | الرمح |
| -- | ---------------- | -------- | ---- | ---- | ---- | ---- | ---- | ---- | ----- | ---- | ---- | ----- | ----- | ----- | ------ | ----- | ----- | ----- |
| 1  | 14 مايو 2010     | الدوحة   | ذكور | إناث | إناث | ذكور | إناث | ذكور | ذكور  | إناث | ذكور | إناث  |       | ذكور  | إناث   | ذكور  | إناث  | إناث  |
| 2  | 23 مايو 2010     | شنغهاي   | إناث | ذكور | ذكور | إناث | ذكور | إناث | إناث  | ذكور | إناث | ذكور  | ذكور  | إناث  | ذكور   | إناث  | ذكور  |       |
| 3  | 4 يونيو 2010     | أوسلو    | ذكور | إناث | إناث | ذكور | ذكور | ذكور | إناث  | إناث | ذكور | إناث  | إناث  |       | ذكور   | ذكور  | إناث  | ذكور  |
| 4  | 10 يونيو 2010    | روما     | إناث | ذكور | ذكور |      | إناث | ذكور | إناث  | ذكور | إناث | إناث  | ذكور  | إناث  | إناث   | ذكور  | ذكور  |       |
| 5  | 12 يونيو 2010    | نيويورك  | ذكور | إناث |      | ذكور | إناث | إناث | ذكور  | إناث | ذكور | ذكور  | إناث  | ذكور  | ذكور   | إناث  | إناث  | ذكور  |
| 6  | 3 يوليو 2010     | يوجين    | إناث | ذكور | إناث | إناث | ذكور | ذكور | إناث  | ذكور | إناث |       | ذكور  | إناث  | إناث   | ذكور  | ذكور  | إناث  |
| 7  | 8 يوليو 2010     | لوزان    | إناث | ذكور | ذكور | ذكور | إناث | إناث | ذكور  | إناث | ذكور | ذكور  | إناث  | إناث  | ذكور   |       | إناث  | ذكور  |
| 8  | 10 يوليو 2010    | جيتشيد   | إناث | ذكور | إناث | إناث | ذكور | ذكور | ذكور  |      | إناث | ذكور  | ذكور  | ذكور  | إناث   | إناث  | ذكور  | إناث  |
| 9  | 16 يوليو 2010    | باريس    | ذكور | إناث | ذكور | ذكور | إناث | إناث | ذكور  | ذكور |      | إناث  | إناث  | ذكور  | ذكور   | إناث  | إناث  | ذكور  |
| 10 | 22 يوليو 2010    | موناكو   | إناث | ذكور | ذكور | إناث | ذكور | إناث |       | ذكور | إناث | ذكور  | ذكور  | إناث  | إناث   | إناث  | ذكور  | إناث  |
| 11 | 6 أغسطس 2010     | ستوكهولم | ذكور | إناث | إناث | ذكور | إناث | ذكور | إناث  | إناث | ذكور | إناث  | إناث  | ذكور  | إناث   | ذكور  |       | ذكور  |
| 12 | 14-13 أغسطس 2010 | لندن     | ذكور | إناث | ذ-إ  | إناث | ذ-إ  | إناث | ذ-إ   | ذ-إ  | ذ-إ  | ذ-إ   | ذ-إ   | ذ-إ   | ذكور   | ذ-إ   | ذ-إ   | ذ-إ   |
| 13 | 19 أغسطس 2010    | زوريخ    | إناث | ذكور | ذ-إ  |      | إناث | ذكور | ذكور  | ذكور | إناث | ذكور  | ذكور  | إناث  | إناث   | إناث  | ذكور  | إناث  |
| 14 | 27 أغسطس 2010    | بروكسيل  | ذكور | إناث |      | ذ-إ  | ذكور | إناث | إناث  | إناث | ذكور | إناث  | إناث  | ذكور  | ذكور   | ذكور  | إناث  | ذكور  |

| ذكور | فعاليات خاصة بالرجال | إناث | فعاليات خاصة بالإناث |  | النهائيات |

## وصلات خارجية
- (بالإنجليزية) الموقع الرسمي للدوي